# تيمور ديبيروف
تيمور ديبيروف (الروسية: Дибиров, Тимур Магомедович) مواليد 30 يوليو 1983 في بيتروزوفودسك، روسيا، هو لاعب كرة يد روسي يلعب كجناح أيسر. يلعب حاليا مع نادي فاردار لكرة اليد ويحمل الرقم 31. مثل منتخب روسيا لكرة اليد. شارك في دورة الألعاب الأولمبية الصيفية سنة 2008.

## سجل المنافسة
شارك في البطولات التالية:
- بطولة العالم لكرة اليد للرجال 2015
- بطولة أوروبا لكرة اليد للرجال 2012
- بطولة أوروبا لكرة اليد للرجال 2016

## روابط خارجية
- تيمور ديبيروف على موقع الاتحاد الأوروبي لكرة اليد (الإنجليزية)
- تيمور ديبيروف على موقع اللجنة الأولمبية الدولية (الإنجليزية)
- تيمور ديبيروف على موقع أوليمبيديا (الإنجليزية)